# Mack McLarty

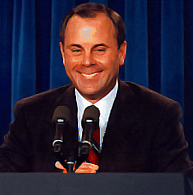
Mack McLarty

Thomas F. „Mack“ McLarty III (* 14. Juni 1946 in Hope, Arkansas) ist ein Politiker und Geschäftsmann aus Arkansas, der unter Bill Clinton als Stabschef des Weißen Hauses amtierte. Er ist der Vorsitzende der Kissinger McLarty Associates, einem Beratungsunternehmen aus Washington, und der Vorstandsvorsitzende der McLarty Companies.

## Aufstieg
McLarty bestand im Jahr 1969 seinen Bachelor an der Universität von Arkansas. Er ist Mitglied der Sigma-Chi-Studentenverbindung. Bereits mit 23 Jahren wurde er in das Parlament des Bundesstaats gewählt, und von 1974 bis 1976 bekleidete er den Vorsitz der Demokratischen Partei in Arkansas. 1976 wurde er zum jüngsten Vorstandsmitglied der Arkia Gas/Arkia Inc., eines Erdgasunternehmens, das bereits in der Fortune 500 gelistet worden war. Im Verlauf seiner Amtszeit wurde das Unternehmen neben seinen Bemühungen in der Automobilindustrie für ausgezeichnetes Management von Forbes, The Wall Street Transcript und der Financial Times gewürdigt. McLarty hat neben seiner Tätigkeit in der Wirtschaft außerdem drei Präsidenten beraten: Jimmy Carter, George H. W. Bush und Bill Clinton. Mit Präsident Carter arbeitete er zusammen als Mitglied der demokratischen Bundespartei und wurde von ihm zum Chef der Bundesbehörde für Erdöl und der Bundesbehörde für Umweltqualität ernannt.

## Im Weißen Haus
Für Präsident Clinton arbeitete er als Stabschef des Weißen Hauses von 1993 bis 1994. Clinton fragte den Chef des Office of Management and Budget, Leon Panetta, was seiner Regierung fehlte. Panetta meinte zu ihm, dass es ein Mangel an Macht sei. McLarty musste deswegen ausscheiden – er war zu farblos geblieben. „Panetta ersetzte McLarty für den Rest von Clintons erster Amtszeit, und der Rest ist Geschichte. Um ein einflussreicher Mann zu werden, braucht ein moderner Präsident einen starken Stabschef, und mit Leon Panetta bekam Clinton den Mann, den er benötigte.“.
McLarty blieb ein wichtiger Freund der Clintons, zumal sie beide in denselben Kindergarten gegangen waren. Er blieb nach seinem Rückzug ein Berater des Präsidenten und arbeitete noch einige Jahre als spezieller Botschafter der Vereinigten Staaten. Außerdem war er für fünf Jahre Mitglied im Nationalen Wirtschaftsforum.
Im Rahmen seiner Tätigkeit als spezieller amerikanischer Botschafter war er beim Zustandekommen der NAFTA- und des FTAA-Abkommens bedeutend. Er war der wichtigste Politiker beim Gipfeltreffen amerikanischer Staaten 1994 in Florida, wo der Grundstein für die FTAA gelegt wurde, und hatte eine Schlüsselstellung bei der anschließenden Umsetzung dieses Abkommens.

## McLarty Companies
Die McLarty Companies bestehen aus elf Niederlassungen von PKW-Händlern in insgesamt fünf US-Bundesstaaten, die mehr als 600 Millionen US-Dollar Umsatz erwirtschaften. McLarty begann seine Karriere damit, das von seinem Großvater gegründete Unternehmen, die McLarty Leasing Systems, in eine der bundesweit größten Unternehmen rund um Automobile umzubauen. Nachdem er das weiße Haus im Juli 1998 endgültig verlassen hatte, kehrte er zurück in sein Unternehmen.

## Weitere Tätigkeiten
- Unternehmen
  - Vorstandsvorsitzender, Acxiom Corporation
  - Vorstandsvorsitzender, Union Pacific Railroad
  - Beirat, Leeds Equity Partners
  - Beirat, Cato Institute/Inter-American Dialogue
  - Beirat, Diligence Inc.
  - Beiratsvorsitzender, Carlyle Group (seit 2003)

- Wohltätigkeit
  - Treuhänder, Center for the Study of the Presidency
  - Internationale Treuhänderversammlung, Religions for Peace
  - Berater, New Democrat Network
  - Mitglied, U.S.-Mexico Binational Council
  - Mitglied, Council on Foreign Relations (2001)